# Heller (Sieg)
Die Heller ist ein 30,2 km langer südöstlicher und orographisch linker Nebenfluss der Sieg in Hessen, Nordrhein-Westfalen und Rheinland-Pfalz (Deutschland).
Ihr Einzugsgebiet ist 204,231 km² groß. Diese Fläche deckt sich, vom Quellgebiet der Hauptflüsse abgesehen, weitgehend mit der des Hellerberglandes, dem südlichsten Teil des naturräumlichen Siegerlandes an der Nordabdachung des Hohen Westerwaldes. Bereits am 24. Juni 1350 wurde die Heller in einer Urkunde als „Helre“ erwähnt.

## Geographie

### Verlauf

#### Quelle
Der Fluss Heller entsteht im westlichen Teil von Hessen, im Lahn-Dill-Kreis, unweit östlich der Grenze zu Nordrhein-Westfalen, am Sattel zwischen dem 560,7 m ü. NHN hohen Donnerhain im Westen und dem rund 578 m hohen Sinnerhöfchen im Osten. Beide Gipfel gehören zum Massiv der Kalteiche, dem südwestlichsten Ausläufer des Rothaargebirges, dessen Hauptgipfel nördlich der Quelle liegt. Das Sinnerhöfchen liegt auf der Lahn-Sieg-Wasserscheide, d. h. unmittelbar östlich entspringende Bäche entwässern bereits über die Dill zur Lahn.
Das Quellgebiet der Heller befindet sich im „Staatsforst Haiger“ etwa 2,5 km nördlich des Gewerbe- und Industriegebiets „Haiger-Kalteiche“, das nordwestlich von Haiger liegt, unweit nordöstlich des nordrhein-westfälischen Würgendorf (Kreis Siegen-Wittgenstein), einem östlichen Ortsteil von Burbach. Unmittelbar am Quellgebiet, das auf rund 490 m Höhe liegt, befindet sich einer von mehreren Kreuzungspunkten der B 54 mit der A 45, die etwas weiter südlich über die Anschlussstelle „Haiger-Burbach“ miteinander verbunden sind.

#### Oberlauf
Anfangs fließt die Heller etwa parallel zur Grenze von Nordrhein-Westfalen und Hessen durch den Süden des Kalteiche-Massivs nach Süden, um am nordöstlichen Ortsrand Würgendorfs auf 430 m Höhe die Grenze zu Nordrhein-Westfalen zu überqueren, in Richtung Westen abzuknicken und damit das Mittlere Hellertal zu betreten, das entgegen seinem Namen bereits deutlich im Oberlauf beginnt. Links und damit in etwa südlich des Flusslaufes wird es fortan vom mit dem Lipper Nürr bis zu 616,9 m hohen Südlichen Hellerbergland begleitet, rechts weiterhin vom Massiv der Kalteiche.

#### Mittellauf

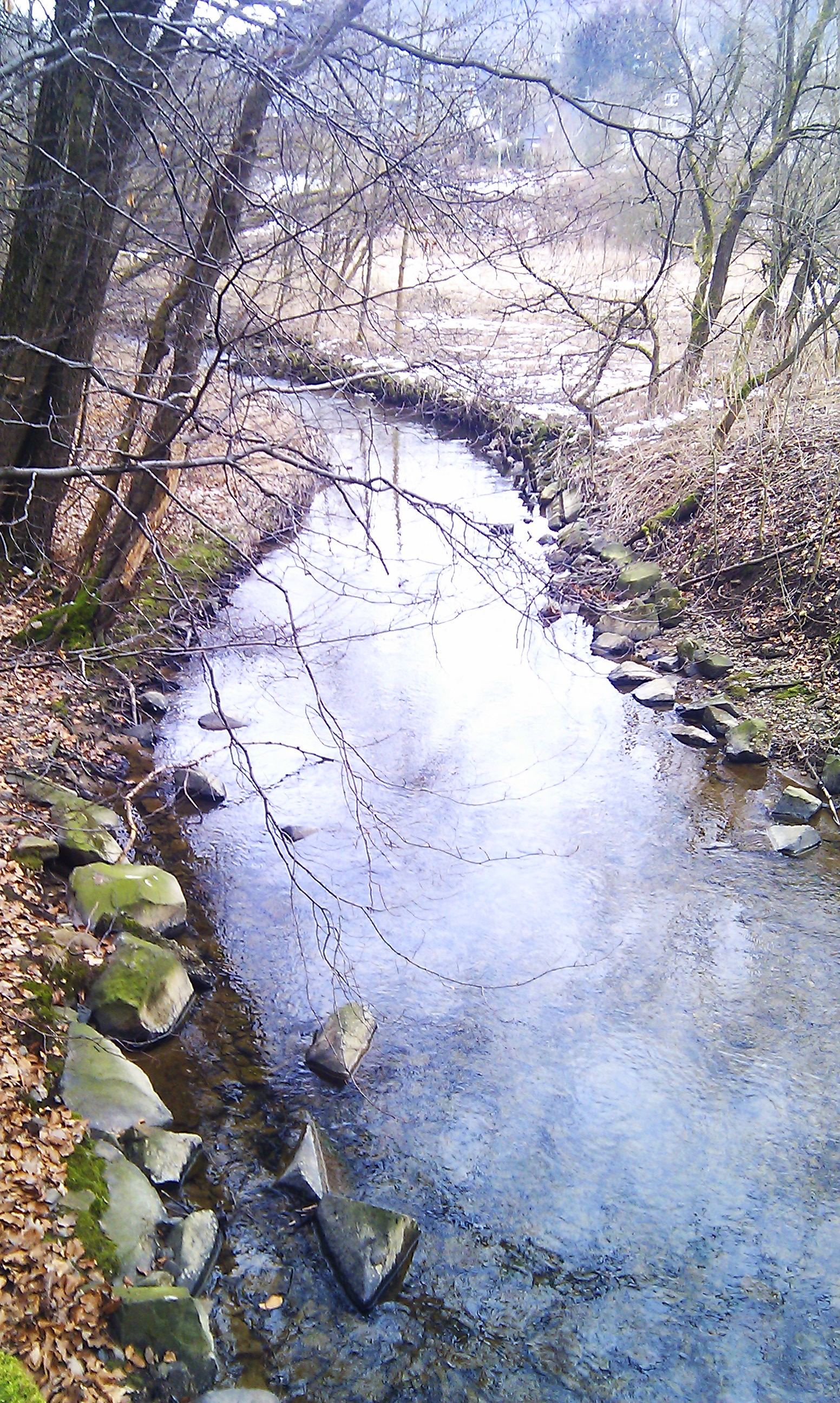
Die Heller am nördlichen Ortsrand von Burbach

Fortan fließt die Heller durch den sogenannten Freien Grund in zunächst westliche bis südwestliche, später in nordwestliche Richtungen durch den Süden des Siegerlandes von Würgendorf über den Kernort von Burbach in den Ortsteil Wahlbach, wo ihr von links die Buchheller zufließt. Sie erreicht schließlich Neunkirchen, wo sich das Mittlere Hellertal wie auch der Freie Grund nach Osten bis Nordosten zum von dort kommenden Wildebach ausweitet.

#### Unterlauf und Mündung
Mit dem Zufließen des Wildebachs in Neunkirchen dreht die Heller wieder in westliche bis zunächst sogar südwestliche Richtungen ab. Rechts des Flusstales erhebt sich fortan das Nördliche Hellerbergland, das auch unter dem Namen seiner höchsten Erhebung, dem rund 517 m hohen Windhahn, bekannt ist.
Nach 16,59 km übertritt die Heller die Grenze zu Rheinland-Pfalz, wo sie im Landkreis Altenkirchen die Orte Herdorf, Grünebach und, mit der Einmündung ihres größten Nebenflusses Daade von links, Alsdorf erreicht.
Oberhalb Betzdorfs erreicht sie schließlich das Niederschelden-Betzdorfer Siegtal, um im Kernort auf etwa 190 m Höhe von links in die von Nordosten kommende Sieg zu münden. Ihre Wasserführung erreicht hier im Mittel rund 3,8 m³/s.

### Nebenflüsse
Zu den Nebenflüssen der Heller gehören – flussabwärts betrachtet:
| Name             | Seite  | Länge (km) | EZG (km²) | Mündungs- höhe (m ü. NHN) | DGKZ     | Durchflossene Orte (* Mündung)              |
| ---------------- | ------ | ---------- | --------- | ------------------------- | -------- | ------------------------------------------- |
| Siegenbach       | rechts | 0,81       | 00,76     | 414 m                     | 2722-132 | Würgendorf *                                |
| Höhbörnchen      | links  | 1,12       | –         | 400 m                     | –        | Würgendorf *                                |
| Bachseifen       | rechts | 2,27       | 01,84     | 390 m                     | 2722-14  | –                                           |
| Zufluss          | links  | 1,58       | –         | 373 m                     | 2722-152 | Burbach (Industrie)                         |
| Zufluss          | rechts | 1,25       | –         | 373 m                     | −        | –                                           |
| Ginnerbach       | links  | 2,21       | 02,51     | 355 m                     | 2722-16  | Burbach *                                   |
| Burbach          | links  | 4,10       | 03,24     | 352 m                     | 2722-18  | Burbach *                                   |
| Buchheller       | links  | 8,93       | 14,38     | 325 m                     | 2722-29  | Lippe, Burbach *                            |
| Gilsbach         | rechts | 4,34       | 07,25     | 310 m                     | 2722-32  | Gilsbach, Wahlbach *                        |
| Mischebach       | links  | 5,68       | 07,41     | 296 m                     | 2722-4   | Wiederstein *                               |
| Ballenbach       | rechts | 1,27       | –         | 290 m                     | −        | –                                           |
| Volkersbach      | rechts | 3,21       | 05,35     | 285 m                     | 2722-52  | –                                           |
| Wildebach        | rechts | 11,67      | 30,72     | 257 m                     | 2722-6   | Wilden, Salchendorf, Neunkirchen *          |
| Seelbach         | links  | 4,59       | 05,95     | 254 m                     | 2722-72  | Altenseelbach, Neunkirchen *                |
| Daadenbach       | links  | 3,05       | 03,02     | 248 m                     | 2722-732 | Altenseelbach, Struthütten *                |
| Dermbach         | rechts | 2,28       | 08,49     | 240 m                     | 2722-74  | Dermbach, Struthütten *                     |
| Sottersbach      | links  | 6,07       | 08,00     | 238 m                     | 2722-76  | Herdorf *                                   |
| Zufluss          | rechts | 1,97       | –         | 220 m                     | –        | –                                           |
| Hohlgrünebach    | rechts | 2,54       | 02,31     | 200 m                     | 2722-78  | Grünebach *                                 |
| Daade            | links  | 16,03      | 53,28     | 196 m                     | 2722-8   | Emmerzhausen, Daaden, Schutzbach, Alsdorf * |
| Steinrother Bach | links  | 3,70       | 05,75     | 189 m                     | 2722-929 | Alsdorf *                                   |
| Imhäuserbach     | rechts | 4,96       | 05,05     | 188 m                     | 2722-94  | Offhausen, Herkersdorf, Alsdorf *           |

### Ortschaften
Zu den Ortschaften an der Heller (direkte Anleger kursiv) von der Quelle zur Mündung gehören:
- Nordrhein-Westfalen
  - Kreis Siegen-Wittgenstein
    - Burbach
      - Würgendorf
      - Burbach
      - Wahlbach

    - Neunkirchen
      - Wiederstein
      - Zeppenfeld
      - Neunkirchen
      - Struthütten
- Rheinland-Pfalz
  - Landkreis Altenkirchen
    - Herdorf
      - Herdorf
      - Sassenroth

    - Grünebach
    - Alsdorf
    - Betzdorf

### Einwohner und Dichte
Wenn man folgende Einwohnerzahlen summiert, kommt man auf fast 44.000 Einwohner im Einzugsgebiet der Heller (Betzdorf ausgenommen, da es an Daten mangelt):
- Kreis Siegen-Wittgenstein (100,91 km²):
  - Neunkirchen (39,81 km²): 13075
  - Burbach (bis auf Hickengrund; 53,89 km²): 9400
  - Wilnsdorf (7,21 km²):
    - Wilden: 1651

- Landkreis Altenkirchen (103,321 km²):
  - Verbandsgemeinde Daaden-Herdorf (bis auf Nisterberg; 74,5 km²): 17066
  - Verbandsgemeinde Betzdorf-Gebhardshain:
    - Grünebach (2,52 km²): 508
    - Alsdorf (5,92 km²): 1478

  - Verbandsgemeinde Kirchen:
    - Kirchen (7,7 km²):
      - Herkersdorf: 992
      - Offhausen: 334

Die Einwohnerdichte im Einzugsgebiet der Heller beträgt insgesamt über 210 EW/km². Damit ist das Einzugsgebiet der Heller dichter besiedelt als Landkreis Altenkirchen, aber dünner besiedelt als Kreis Siegen-Wittgenstein.

## Umgebung
Charakteristisch für das Hellerbergland sind tief eingeschnittenen Täler der Heller und ihrer Zuflüsse und eine starke Bewaldung mit Laubwald in den Tälern und Fichtenforsten in Höhenlagen. Der höchste Berg dieser Landschaft ist mit 616,9 m der an der Landesgrenze gelegene Lipper Nürr südwestlich von Burbach.
Längs des Wildebachs mit dem Ort Wilden und der Daade, an welcher der größere Ort Daaden liegt, setzen sich die Besiedlungen des Hellertals fort.
Im Uhrzeigersinn der Heller schließt sich das Einzugsgebiet des Eisernbachs sowie der Weiß nordöstlich an und in östlichen sowie südöstlichen Richtungen jenes der Dill bzw. ihres Nebenflusses Haigerbach. An die bereits im Hohen Westerwald gelegenen Quellgebiete von Daade und Buchheller grenzt im Süden das Einzugsgebiet der Nister. Im Südwesten schließt sich das Einzugsgebiet des Elbbachs und nordwestlich jenes des Scheuerfelder Baches an.

## Sehenswertes
Vom Pfannenbergturm, der im Nördlichen Hellerbergland auf dem Pfannenberg südlich von Eiserfeld (südlicher Stadtteil von Siegen) steht, kann man beispielsweise Großteile des Hellertals überblicken. Sehenswert ist auch der im rheinland-pfälzischen Teil des gleichen Höhenzuges gelegene befindliche Druidenstein.
Über die Berge südlich des Hellertals führt der etwa 39 km lange Hellerhöhenweg (Wegzeichen „H“), der Haiger über Burbach-Lippe mit Betzdorf verbindet, wobei er zum Beispiel über den Berg Mahlscheid führt.

## Verkehrsanbindung
Das Hellertal ist über die von den Bundesstraßen 62 (im Westen) und 54 im Osten abzweigenden Landesstraßen zu erreichen.
Durch das Flusstal führt die Bahnstrecke Betzdorf–Haiger.